# KAAG1
KAAG1 (англ. Kidney associated antigen 1) – білок, який кодується однойменним геном, розташованим у людей на короткому плечі 6-ї хромосоми. Довжина поліпептидного ланцюга білка становить 84 амінокислот, а молекулярна маса — 8 969.
| 10         |  | 20         |  | 30         |  | 40         |  | 50         |
| ---------- |  | ---------- |  | ---------- |  | ---------- |  | ---------- |
| MDDDAAPRVE |  | GVPVAVHKHA |  | LHDGLRQVAG |  | PGAAAAHLPR |  | WPPPQLAASR |
| REAPPLSQRP |  | HRTQGAGSPP |  | ETNEKLTNPQ |  | VKEK       |  |            |

A: Аланін

D: Аспарагінова кислота

E: Глутамінова кислота

G: Гліцин

H: Гістидин

K: Лізин

L: Лейцин

M: Метіонін

N: Аспарагін

P: Пролін

Q: Глутамін

R: Аргінін

S: Серин

T: Треонін

V: Валін